# Солсбері (Меріленд)
Солсбері (англ. Salisbury) — місто-порт у США, адміністративний центр округу Вікоміко штату Меріленд. Населення — 33 050 осіб (2020).
Солсбері є найбільшим містом Східного Меріленда (Eastern Shore of Maryland) та комерційним центром півострова Делмарва. Стоїть на річці Вікоміко, приблизно за 20 кілометрів (по прямій) від впадання її в Чесапікську затоку. Через місто проходять великі федеральні автомагістралі US 13. За сім кілометрів від центру міста знаходитьчя аеропорт Salisbury-Ocean City Wicomico Regional Airport.

## Географія
Солсбері розташоване за координатами 38°22′37″ пн. ш. 75°35′18″ зх. д. / 38.37694° пн. ш. 75.58833° зх. д. (38.376867, -75.588403).  За даними Бюро перепису населення США в 2010 році місто мало площу 35,90 км², з яких 34,69 км² — суходіл та 1,21 км² — водойми.

### Клімат
| Клімат : Солсбері                                     | Клімат : Солсбері | Клімат : Солсбері | Клімат : Солсбері | Клімат : Солсбері | Клімат : Солсбері | Клімат : Солсбері | Клімат : Солсбері | Клімат : Солсбері | Клімат : Солсбері | Клімат : Солсбері | Клімат : Солсбері | Клімат : Солсбері | Клімат : Солсбері |
| Показник                                              | Січ.              | Лют.              | Бер.              | Квіт.             | Трав.             | Черв.             | Лип.              | Серп.             | Вер.              | Жовт.             | Лист.             | Груд.             | Рік               |
| Середній максимум, °C                                 | 7,8               | 9,4               | 14,1              | 19,7              | 24,3              | 28,7              | 30,8              | 29,8              | 26,6              | 21,1              | 15,6              | 9,7               | 19,8              |
| Середній мінімум, °C                                  | −1,2              | −0,3              | 3,2               | 7,9               | 12,8              | 18,3              | 21,0              | 20,0              | 16,3              | 9,9               | 5,4               | 0,7               | 9,5               |
| Норма опадів, мм                                      | 92                | 82                | 112               | 92                | 89                | 100               | 115               | 121               | 103               | 82                | 87                | 91                | 1166              |
| Днів з опадами                                        | 10,4              | 9,3               | 10,8              | 10,8              | 10,4              | 9,8               | 9,9               | 9,3               | 7,8               | 8,3               | 9,0               | 10,2              | 116,0             |
| Днів зі снігом                                        | 2,0               | 1,6               | ,6                | ,3                | 0                 | 0                 | 0                 | 0                 | 0                 | 0                 | ,1                | 1,0               | 5,5               |
| ----------------------------------------------------- | ----------------- | ----------------- | ----------------- | ----------------- | ----------------- | ----------------- | ----------------- | ----------------- | ----------------- | ----------------- | ----------------- | ----------------- | ----------------- |
| Джерело: NOAA (snowfall at Wicomico Regional Airport) |                   |                   |                   |                   |                   |                   |                   |                   |                   |                   |                   |                   |                   |

## Демографія
Згідно з переписом 2010 року, у місті мешкали 30 343 особи в 11 983 домогосподарствах у складі 6040 родин. Густота населення становила 845 осіб/км².  Було 13401 помешкання (373/км²).
Расовий склад населення:
| - 55,7 % — білих - 34,4 % — чорних або афроамериканців - 3,2 % — азіатів - 0,3 % — корінних американців - 0,1 % — вихідців з тихоокеанських островів - 3,1 % — осіб інших рас |

До двох чи більше рас належало 3,2 %. Частка іспаномовних становила 7,0 % від усіх жителів.
За віковим діапазоном населення розподілялося таким чином: 21,7 % — особи молодші 18 років, 67,2 % — особи у віці 18—64 років, 11,1 % — особи у віці 65 років та старші. Медіана віку мешканця становила 28,1 року. На 100 осіб жіночої статі у місті припадало 86,2 чоловіків;  на 100 жінок у віці від 18 років та старших — 82,8 чоловіків також старших 18 років.
Середній дохід на одне домашнє господарство  становив 54 309 доларів США (медіана — 37 705), а середній дохід на одну сім'ю — 61 228 доларів (медіана — 43 579). Медіана доходів становила 41 255 доларів для чоловіків та 34 294 долари для жінок. За межею бідності перебувало 27,4 % осіб, у тому числі 28,8 % дітей у віці до 18 років та 10,8 % осіб у віці 65 років та старших.
Цивільне працевлаштоване населення становило 14 118 осіб. Основні галузі зайнятості: освіта, охорона здоров'я та соціальна допомога — 28,2 %, виробництво — 12,3 %, мистецтво, розваги та відпочинок — 12,2 %.

## Відомі особистості
У місті народився:
- Пол Сарбейнз (* 1933) — український художник.